# Канарский, Павел Алексеевич
Па́вел Алексе́евич Кана́рский (25 февраля 1982, Москва, СССР) — российский хоккеист, защитник; тренер.

## Карьера
Начал карьеру в 1999 году в родном клубе Высшей лиги «Крылья Советов». Также в Высшей лиге выступал за пензенский «Дизелист», ТХК Тверь и саратовский «Кристалл». В 2006 году дебютировал в Суперлиге в составе «Крыльев». В том же году подписал контракт с петербургским СКА. В 2007 году перешёл в череповецкую «Северсталь».
Сезон 2010/11 Канарский начал в ВХЛ в составе «Крыльев Советов». 22 ноября 2010 года перешёл в новокузнецкий «Металлург», в составе которого за оставшуюся часть сезона провёл 27 матчей, в которых набрал 6 (1+5) очков. 3 мая 2011 года продлил соглашение ещё на 2 года.

## Статистика
| Легенда | Легенда                    | Легенда | Легенда                   | Легенда | Легенда    |
| ------- | -------------------------- | ------- | ------------------------- | ------- | ---------- |
| И       | Количество проведённых игр | Штр     | Штрафное время            | +/−     | Плюс-минус |
| Г       | Голы                       | П       | Голевые передачи          | О       | Очки       |
| -       | Статистика неизвестна      | —       | Статистика не учитывалась |         |            |

### Клубная карьера
- a В «Плей-офф» учитывается статистика игрока в Кубке Надежды.

## Достижения

### Командные
Россия
| Год  | Команда        | Достижение                    | Достижение |
| ---- | -------------- | ----------------------------- | ---------- |
| 2006 | Крылья Советов | Серебряный призёр Высшей лиги |            |